# Дерринджер

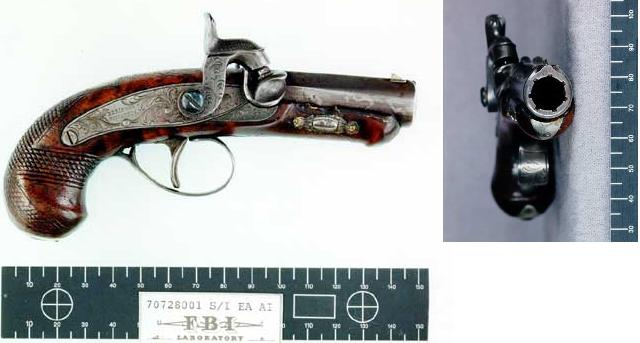
Пистолет системы Philadelphia Deringer, из которого Дж. Бут застрелил президента Линкольна. Изготовлен лично Генри Деринджером.

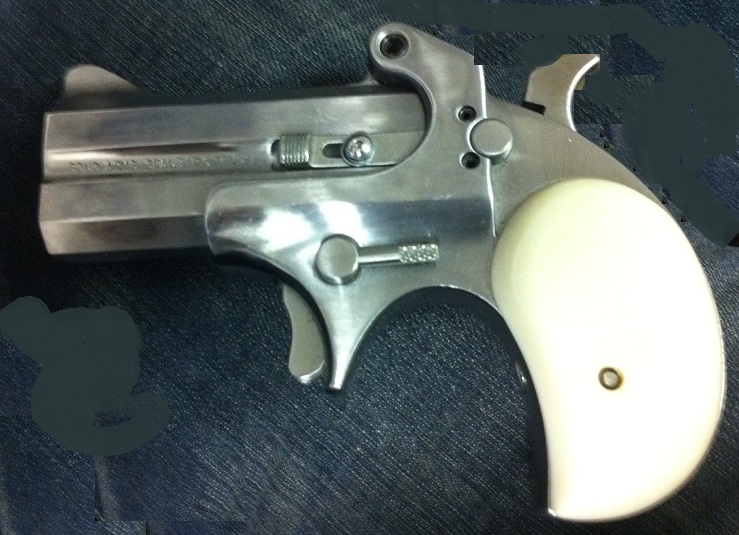
Классический двуствольный «дерринджер» (Bond Arms)

«Дерринджер» — класс пистолетов простейшей конструкции, как правило, карманного размера. Название происходит от фамилии известного американского оружейника XIX века Генри Деринджера. Широко применялся как оружие самообороны.

## Филадельфийский деринджер
В 1806 году Генри Деринджер открыл в Филадельфии оружейное предприятие. Изначально фабрика изготавливала кремнёвые пистолеты и винтовки, а чуть позже приступила к выпуску капсюльных винтовок для американской армии.
Огромную популярность предприятие Деринджера получило благодаря тому, что выпустило маленький пистолет. Оружие было однозарядное, имело капсюльный замок и, как правило, было большого калибра. Пистолет получил название Philadelphia Deringer.
Благодаря компактности, надежности и невысокой цене пистолет стал очень востребованным как оружие самообороны.
Из такого пистолета калибра .44 (11,2 мм) актёр Джон Бут убил президента США Авраама Линкольна.
В настоящее время термин «деринджер» стал использоваться для обозначения любого несамозарядного компактного пистолета.

## Ремингтон дерринджер

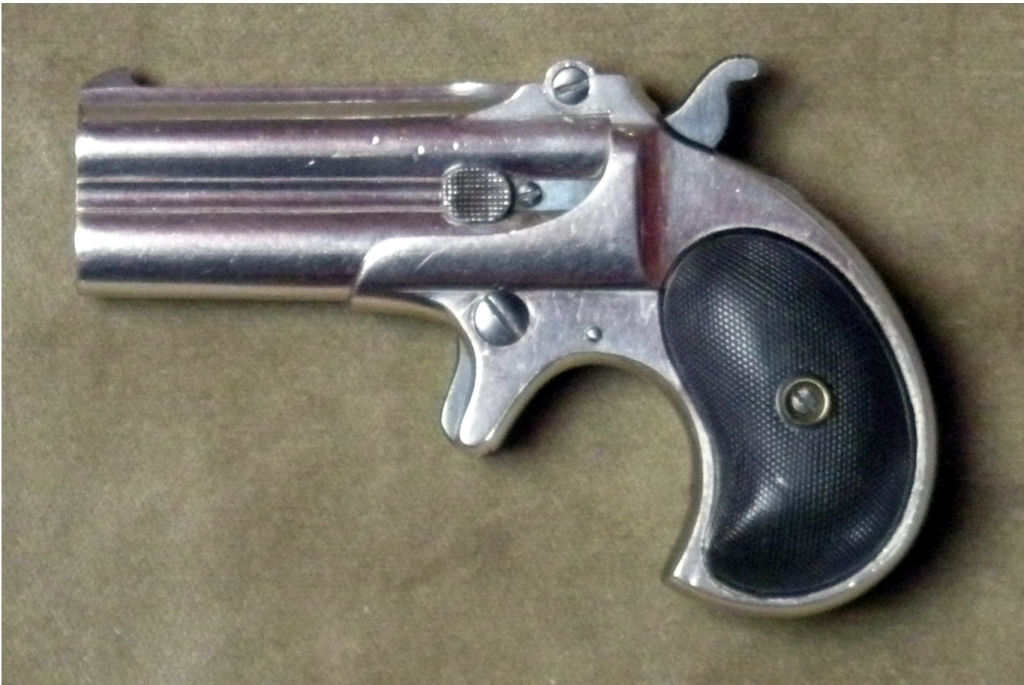
Remington Double Derringer

Пистолет Ремингтон Дабл Дерринжер (Remington Double Derringer) был разработан бывшим стоматологом Уильямом Эллиотом (William H. Elliot). Пистолет предназначался для целей самообороны и использовал патроны кольцевого воспламенения .41 калибра.
Ремингтон Дабл Дерринджер (Remington Double Derringer) состоит из рамки и двух расположенных в вертикальной плоскости стволов, соединённых в единый блок. Шарнир, на котором закреплены стволы, расположен в верхней части рамки. Запирающий рычаг размещён с правой стороны оружия и при повороте блокирует нижний выступ ствольного блока. Курок пистолета открытого типа. Положение бойка меняется за счёт специального механизма, благодаря чему последний поочерёдно наносит удар по капсюлю сначала одного ствола, а затем другого.
Эллиот заключил договор с фирмой Ремингтона (E. Remington & Sons arms) на изготовление своего пистолета. Именно по этой причине и появилось название оружия.
Пистолет Ремингтон Дабл Дерринджер в зависимости от года выпуска изготавливался в трёх основных разновидностях, которые отличаются особенностями конструкции и маркировкой.